# Leptalpheus felderi
Leptalpheus felderi is een garnalensoort uit de familie van de Alpheidae. De wetenschappelijke naam van de soort is voor het eerst geldig gepubliceerd in 2006 door Anker, Vera Caripe & Lira.